# Музей Маєра ван дер Берга

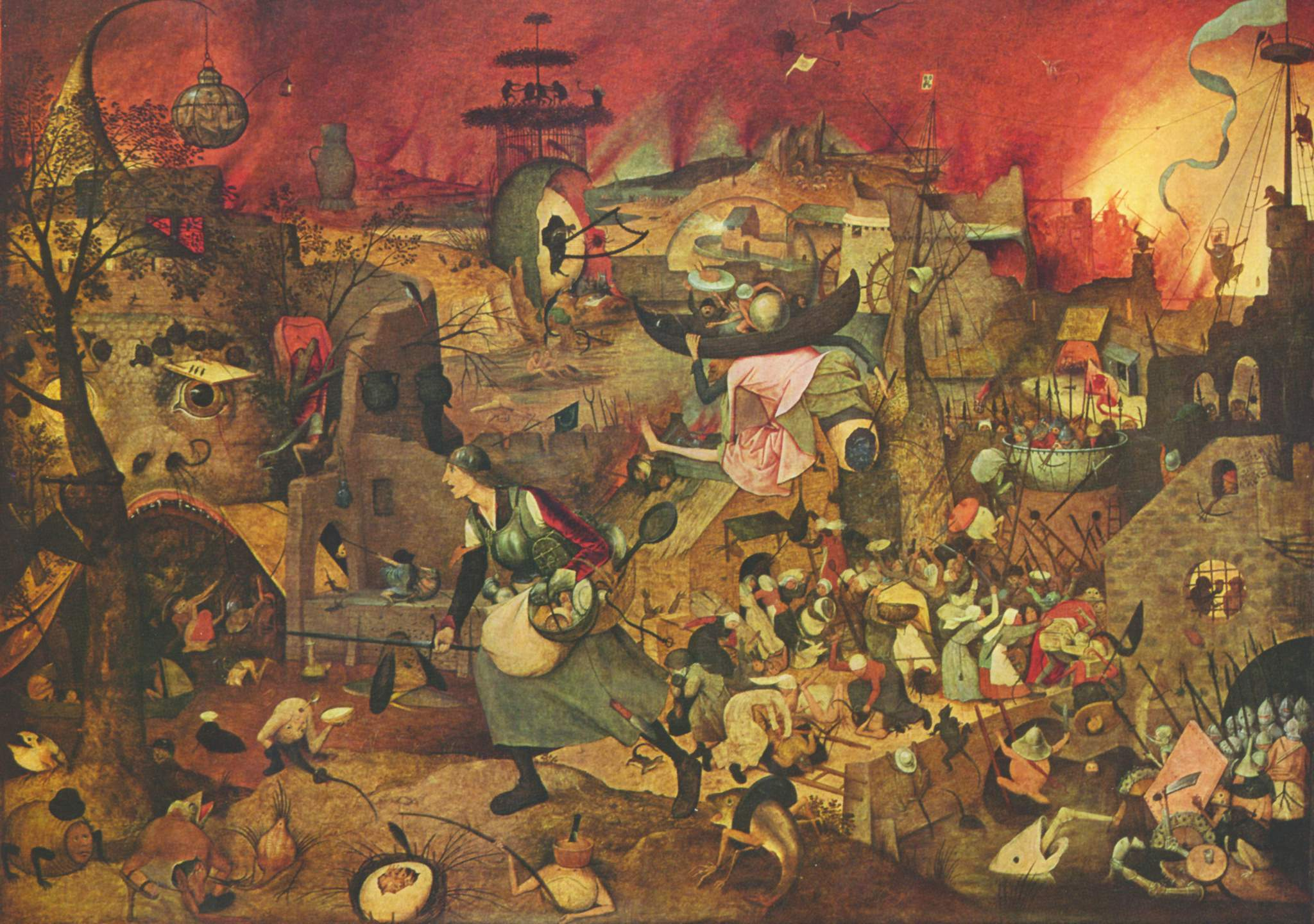
Пітер Брейгель старший: «Божевільна Маргарита» (De Dulle Griet), олія на дереві, 115 × 161 см, бл. 1563.

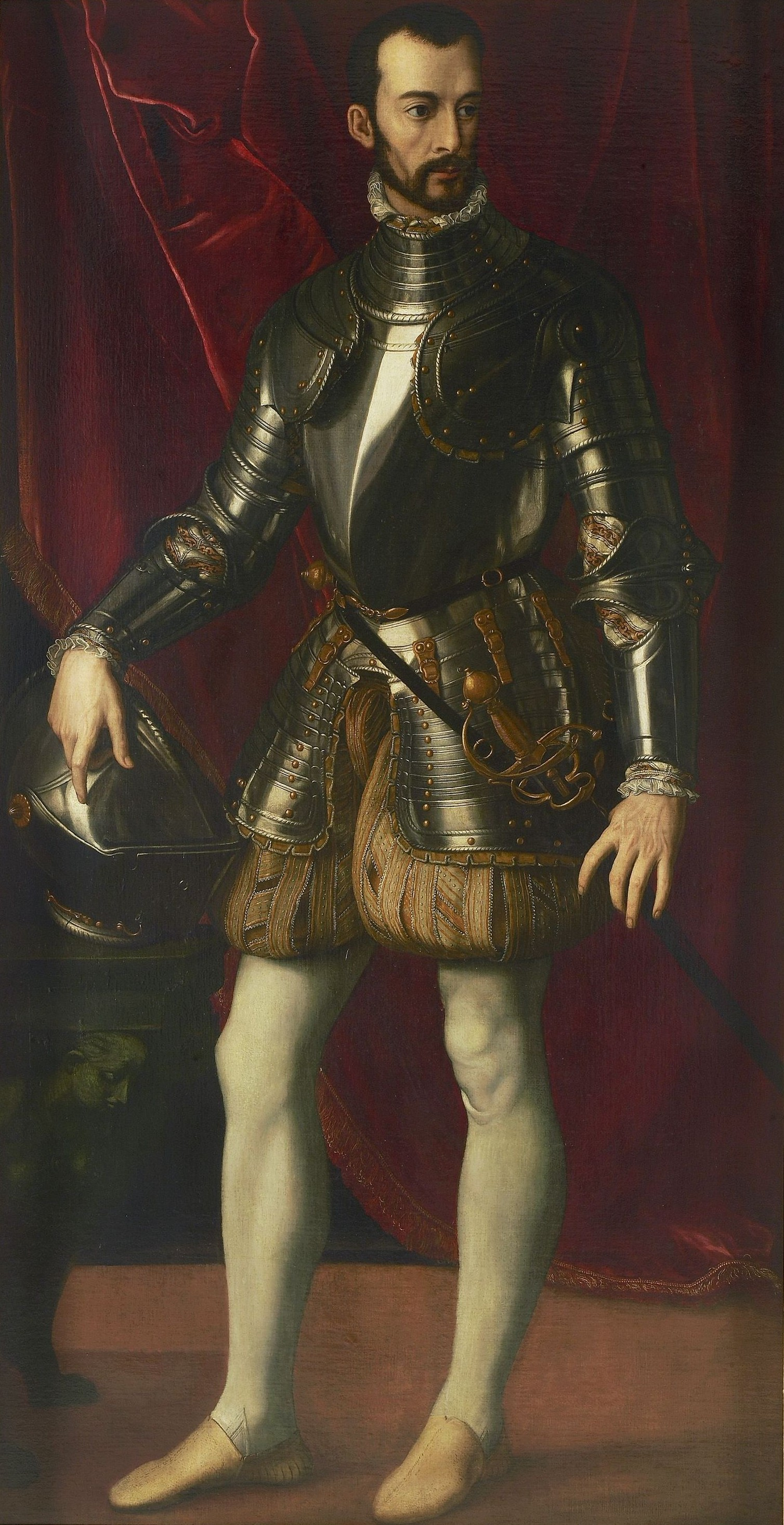
Алессандро Аллорі. «Портрет Франческо І де Медічі», 1560 р.

Музей Маєра ван дер Берга (нід. Museum Mayer van den Bergh) — художній музей в Антверпені.

## Історія збірки
Основу зібрання складають твори мистецтва часів Середньовіччя, Відродження та бароко. Фонди музею розбудовані з приватної колекції Фріца Маєра ван дер Берга (1858—1901). Колекцію було передано для показу громадськості матір'ю колекціонера Генрієттою Маєр ван дер Берг (1838—1920) на згадку про рано померлого сина. У залах музею представлено художні скарби світового значення: картини, скульптури, вироби килимарства, живопис на склі, вироби зі слонової кістки, манускрипти та вироби декоративно-ужиткового мистецтва. Головна частина колекції — мистецтво XIV—XVI століть.
Окрім родинного дому Генрієтта Маєр ван дер Берг передала для музею спеціально споруджене приміщення, стилізоване під архітектуру XVI століття.

## Вибрані твори збірки

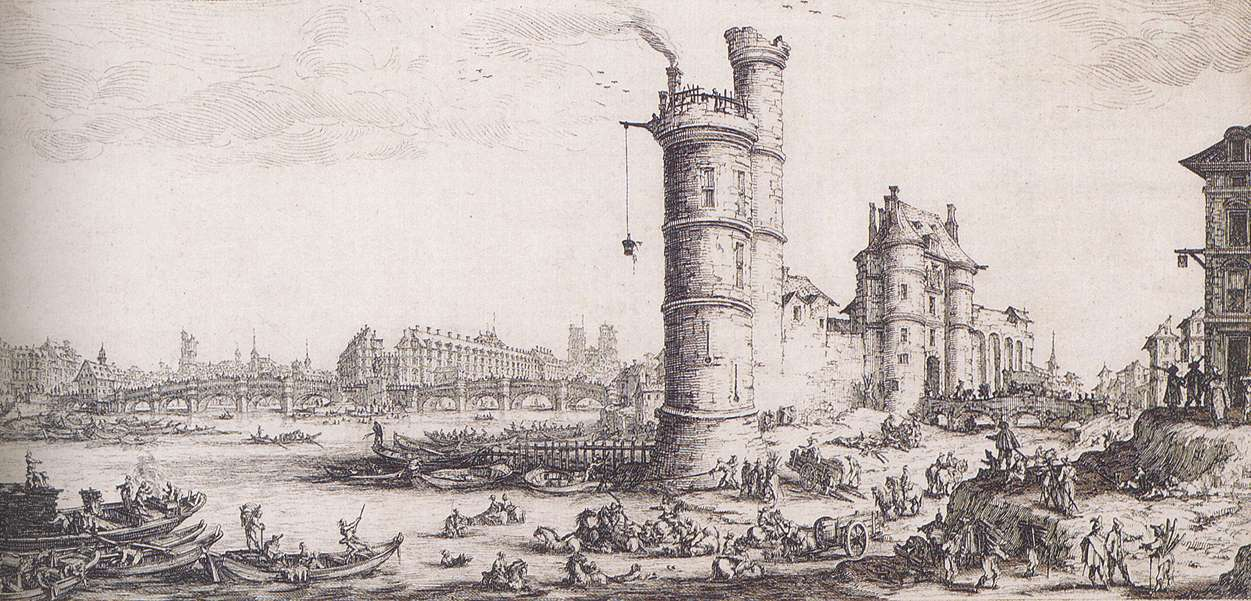
Жак Калло. «Річка Сена в Парижі», офорт, 1-а половина 17 ст.
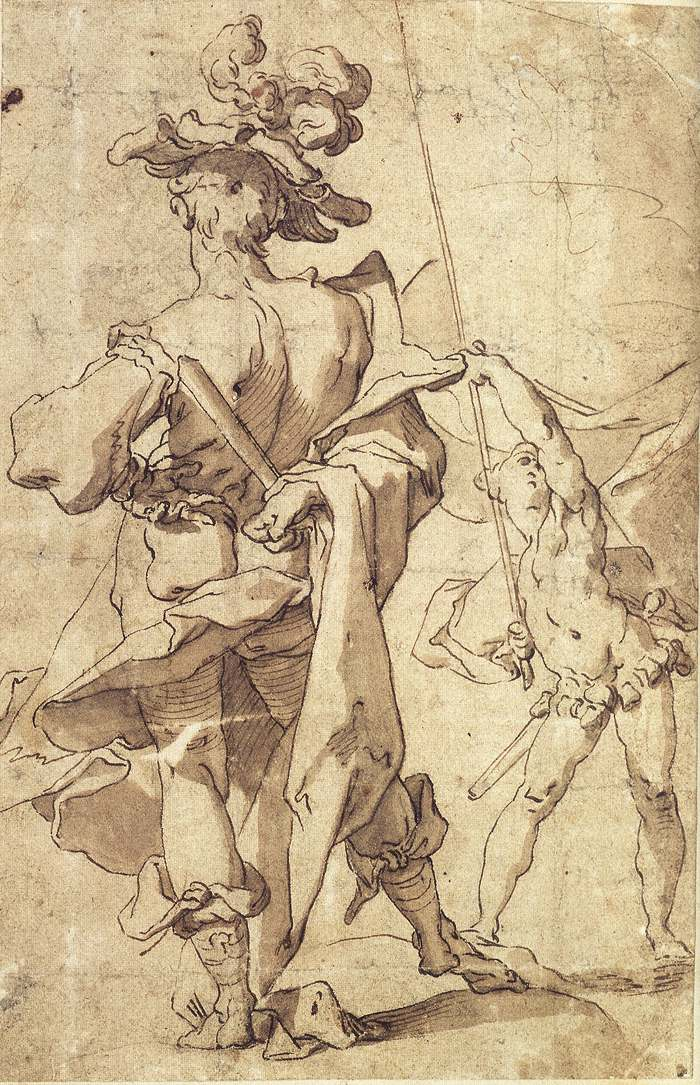
Абрахам Блумарт, малюнок  «Вояк зі спини», 1-а половина 17 ст.
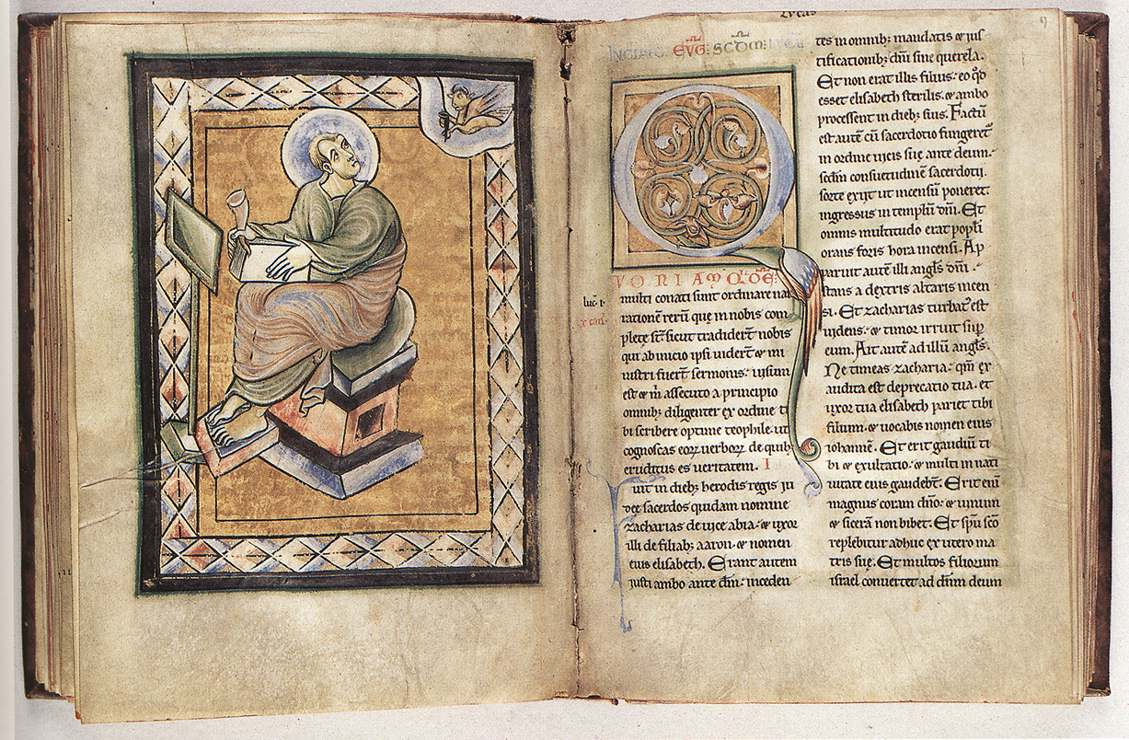
Евангеліє 12 ст. з монастиря Сен-Аман. Мініатюра зі св. Лукою.
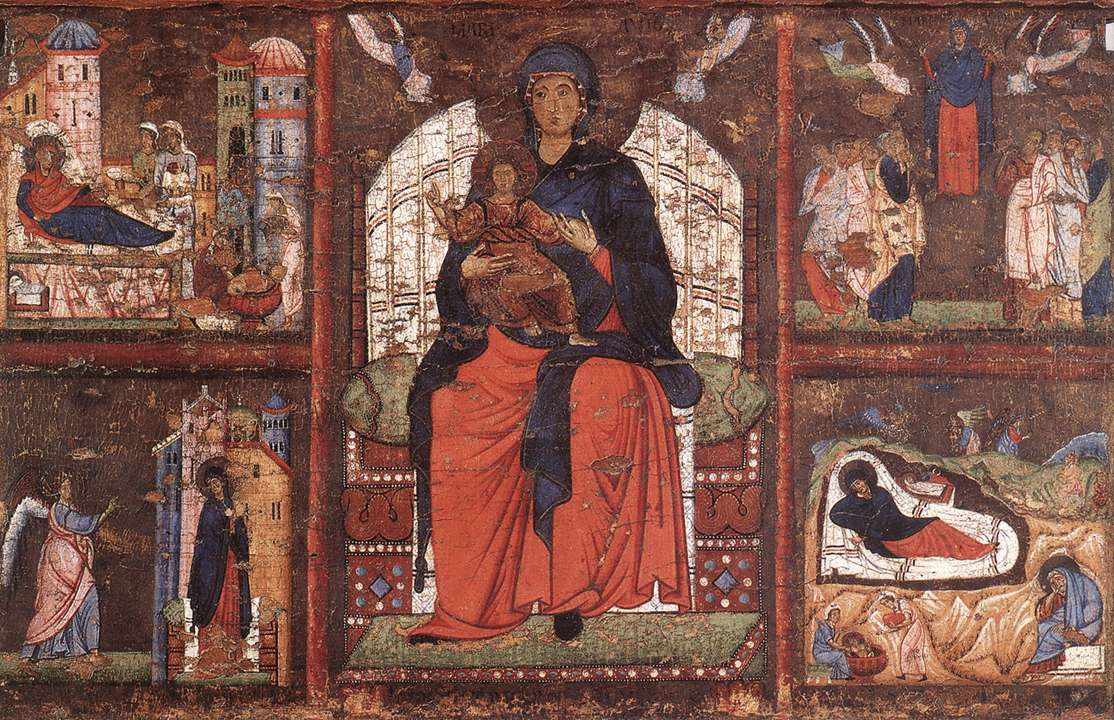
Анонім середини 13 ст. «Богородиця на троні зі сценами житія Діви Марії», до 1275 р.
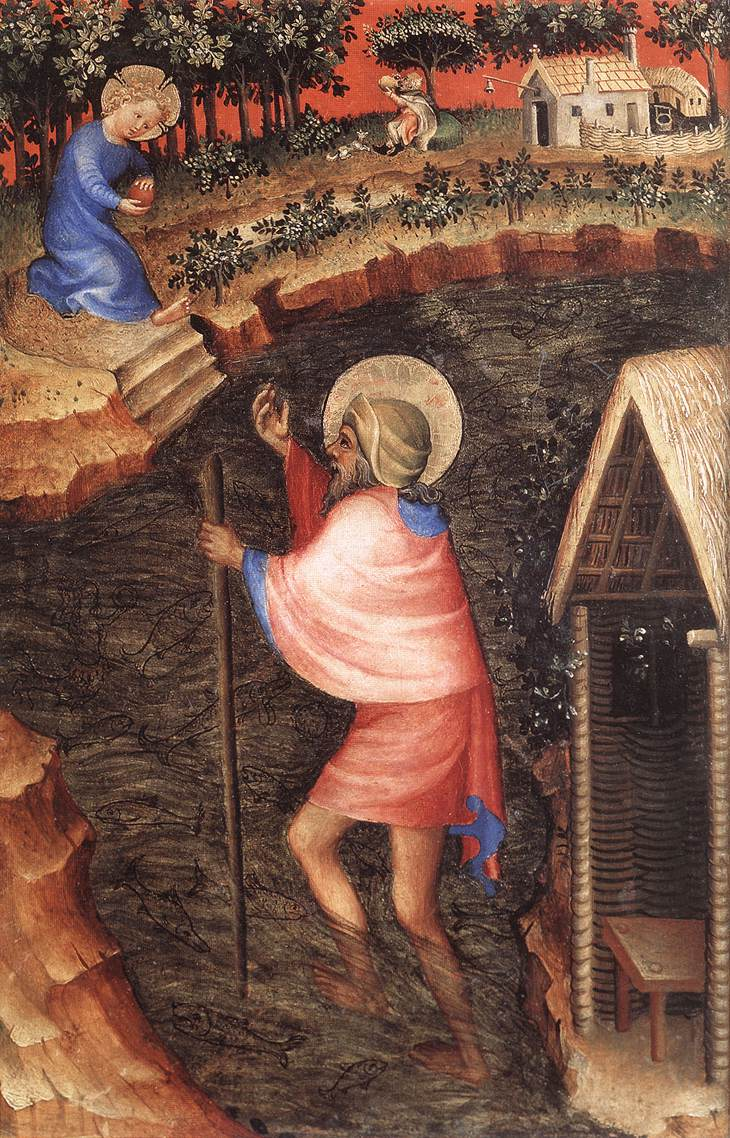
Анонім 15 ст. «Св. Христофор і Христос»
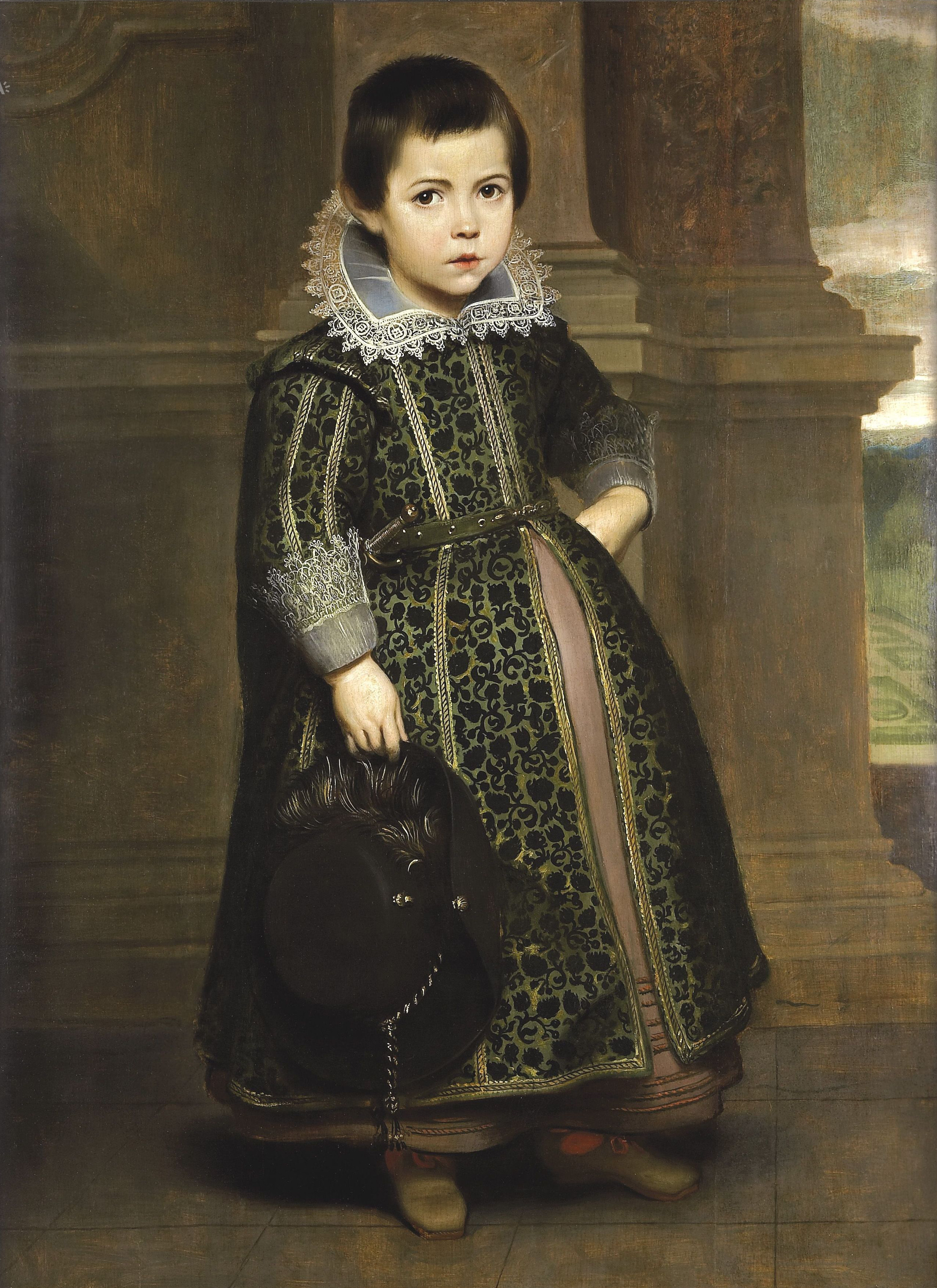
Корнеліс де Вос. «Портрет Франса Векеманса дитиною»
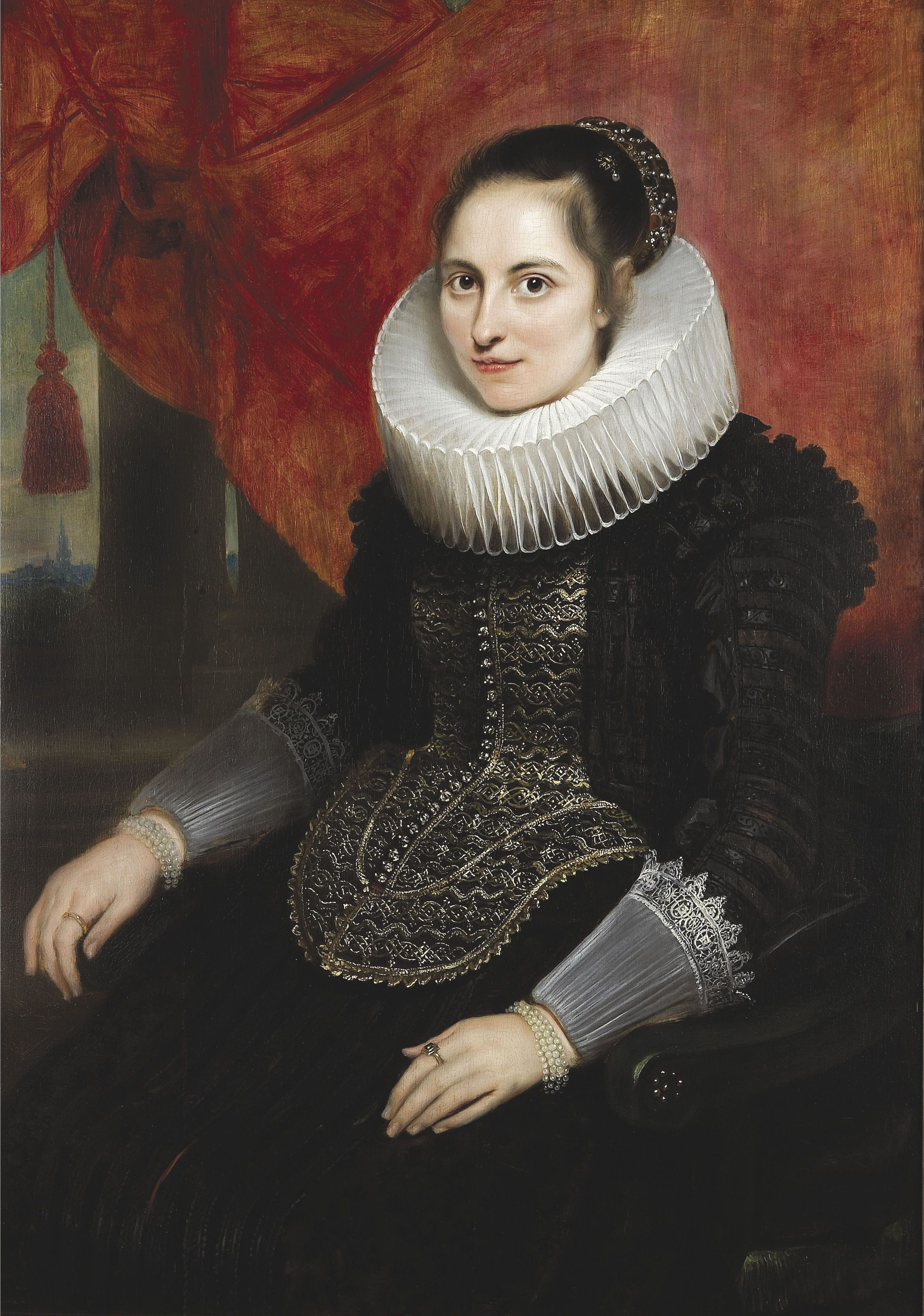
Корнеліс де Вос. «Марія ван Гіндердейрен», 1625 р.
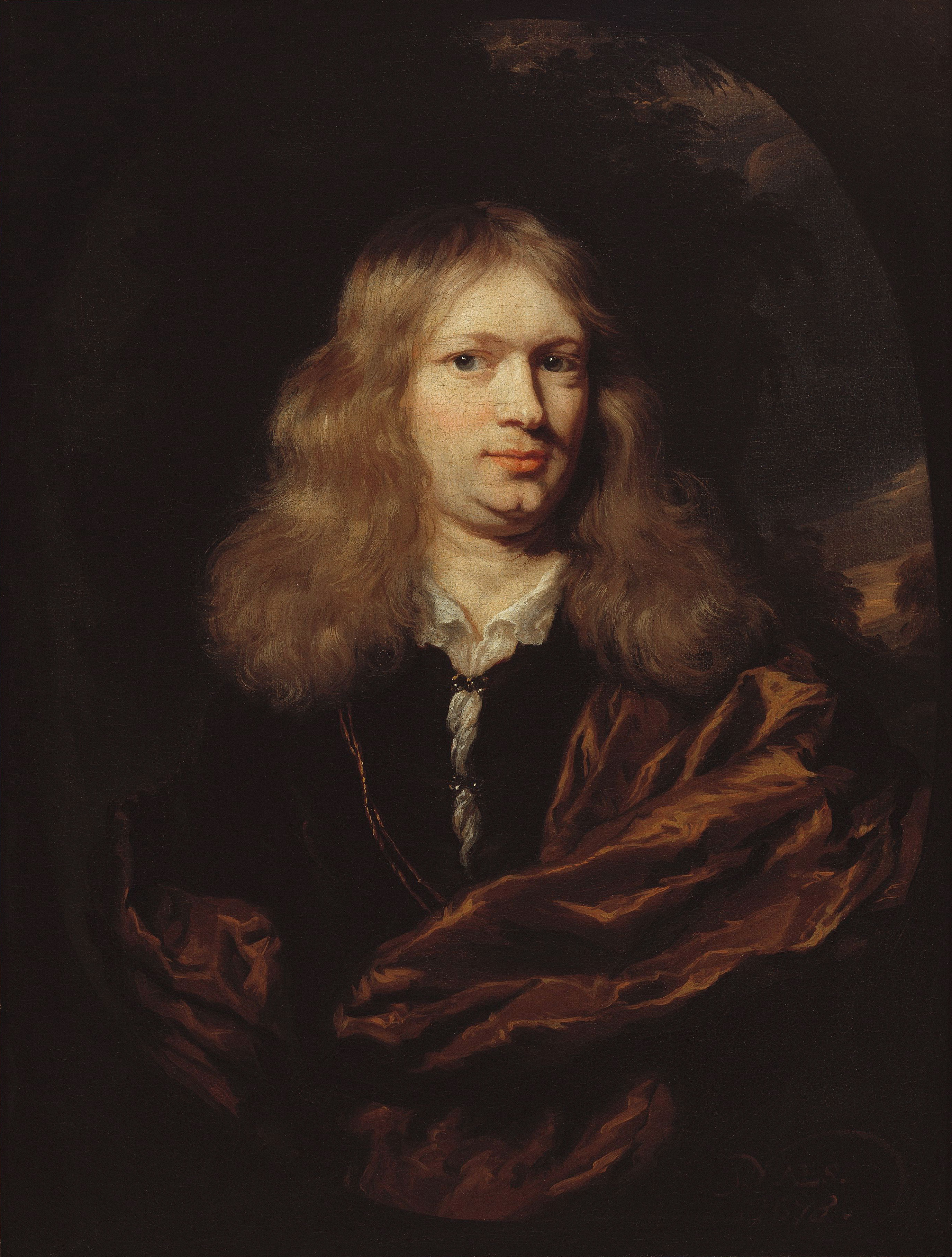
Ніколас Мас. «Портрет невідомого», 1678 р.
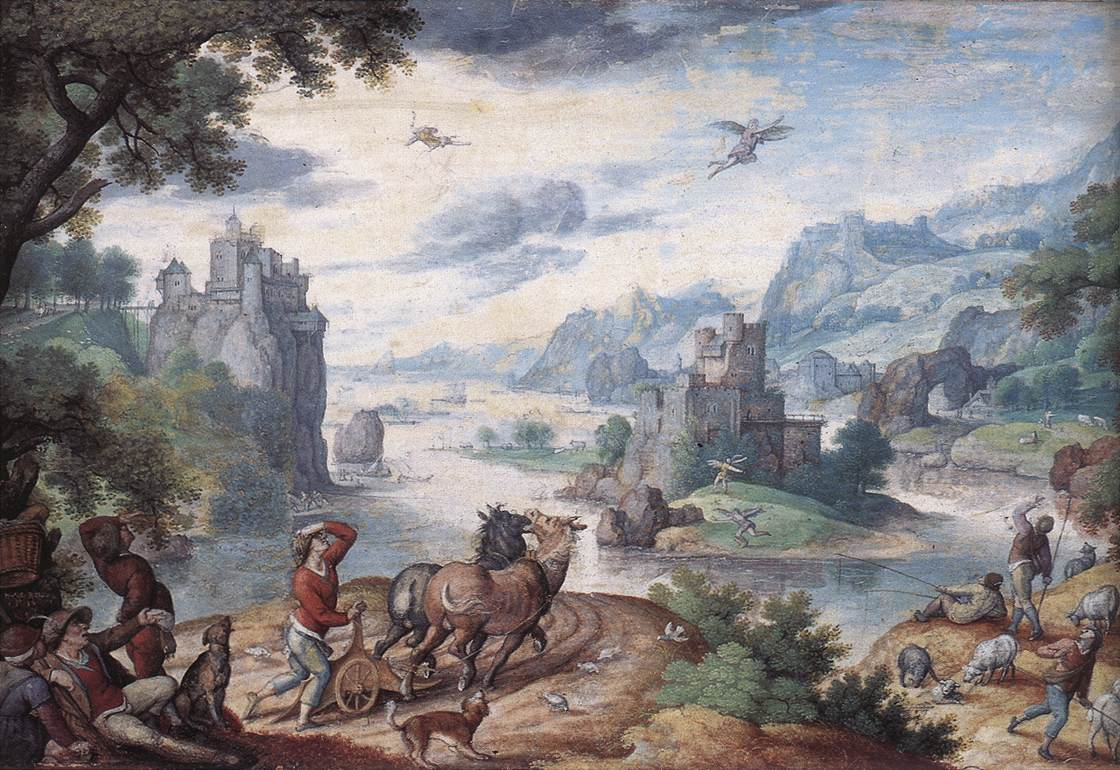
Ханс Боль. «Пейзаж з падінням Ікара», друга половина 16 ст.
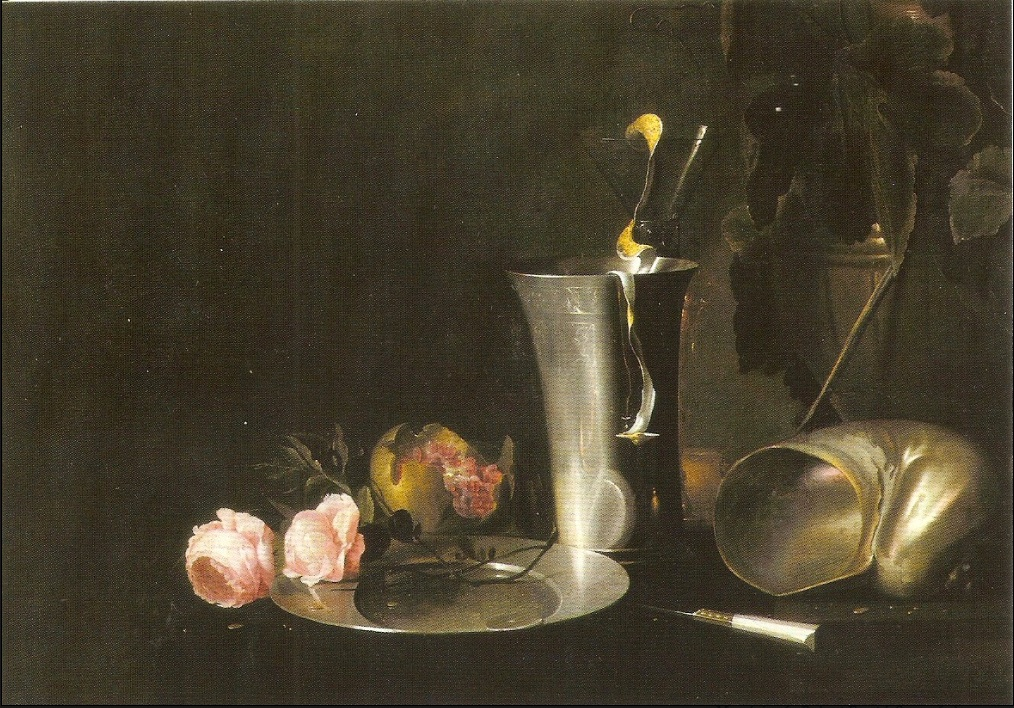
Віллем Габрон. «Троянди, срібний посуд і мушля», 1650 р.
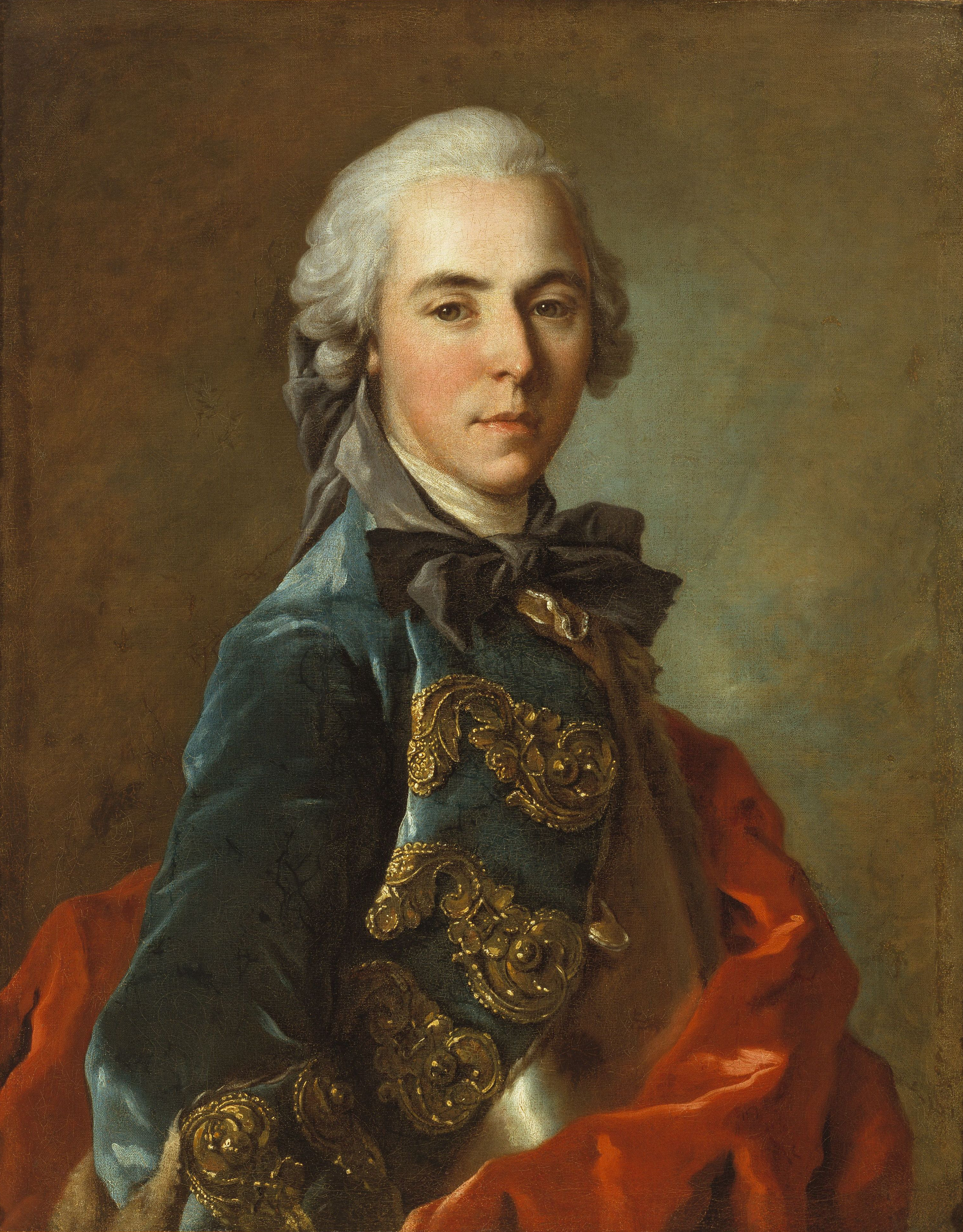
Луї Токе. «Невідомий офіцер», 1739 р.
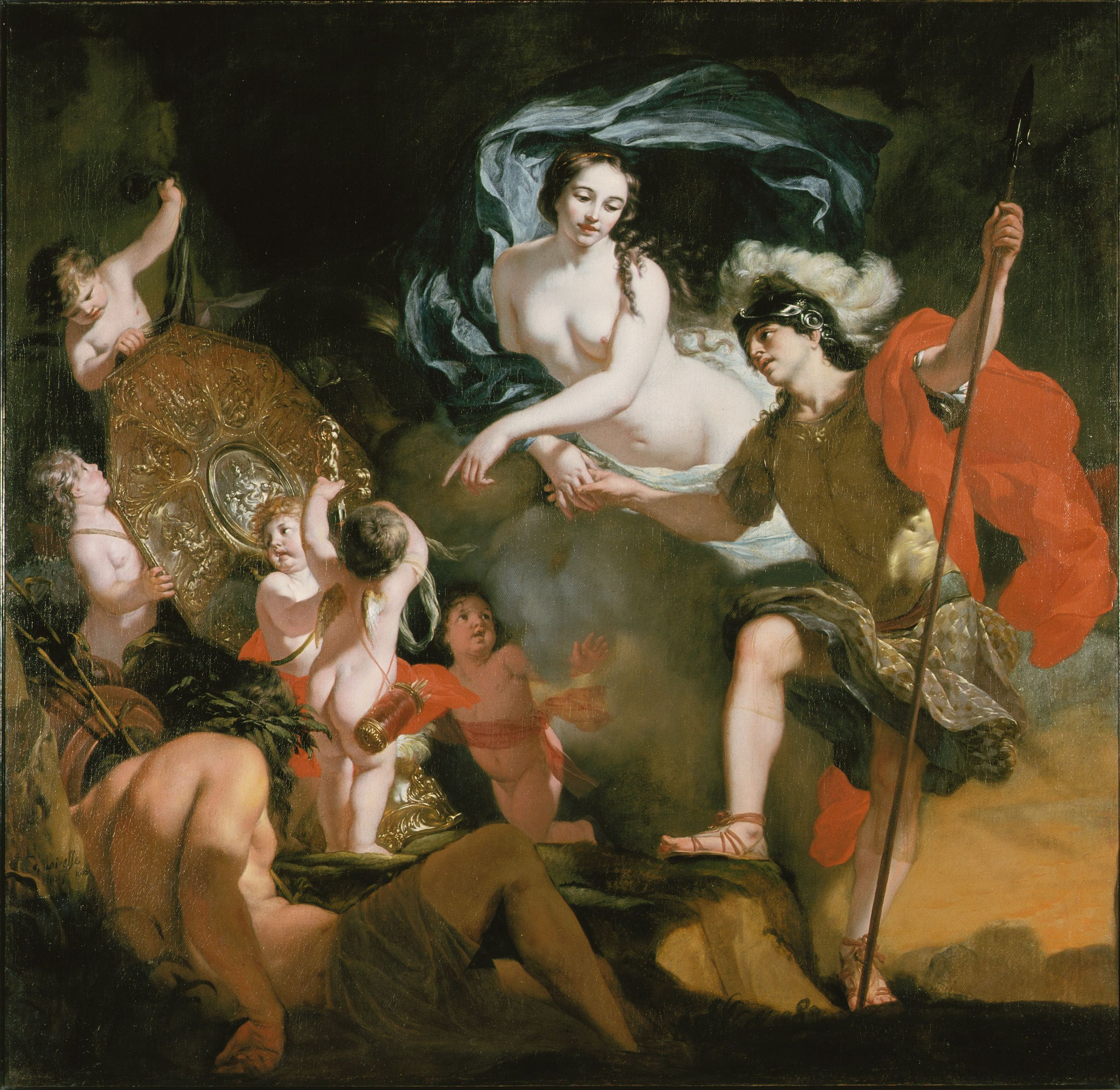
Жерар де Лересс. «Венера і Еней», 1668 р.

- Майстер Генріх з Констанца: Скульптурна група «Ісус та Іван Святитель» з Катаріненталя, бл. 1280/1290
- Часослов Маєра ван дер Берга, бл. 1520
- Пітер Брейгель старший: Die Dulle Griet, um 1563; Дванадцять прислів'їв, 1558?